# Muzeul Ardelean
Muzeul Ardelean (în maghiară Erdélyi Múzeum) a funcționat la Cluj și a luat ființă din inițiativa Societății Muzeului Ardelean. Această societate a fost constituită în anul 1859 din donațiile contelui Imre Mikó, special în scopul înființării Muzeului Ardelean. 
În anul 1872, odată cu deschiderea Universității Francisc Iosif din Cluj, Societatea Muzeului Ardelean a dat colecțiile sale în folosința universității clujene, în anumite condiții fixate în scris. În anul 1919 colecțiile au trecut împreună cu universitatea în folosința statului român, fără ca situația lor juridică să fie clarificată până în prezent. Biblioteca Muzeului Ardelean, cuprinzând circa 170.000 de volume, este adăpostită de Biblioteca Centrală Universitară din Cluj. 
Cele peste 100.000 de obiecte ale colecțiilor erau împărțite pe patru secțiuni: 
1. Antichități, cu subsecțiile egipteană, preistorică, romană, medievală, modernă, etnografică si numismatică;
2. Botanică;
3. Zoologie;
4. Mineralogie și Petrografie.